# WTA Challenger de Saint-Malo
O WTA Challenger de Saint-Malo – ou L'Open 35 de Saint-Malo, atualmente – é um torneio de tênis profissional feminino, de nível WTA 125.
Realizado em Saint-Malo, no noroeste da França, estreou em 2021. Os jogos são disputados em quadras de saibro durante o mês de maio.

## Finais

### Simples
| Ano  | Campeã              | Vice-campeã     | Resultado      |
| ---- | ------------------- | --------------- | -------------- |
| 2025 | Naomi Osaka         | Kaja Juvan      | 6–1, 7–5       |
| 2024 | Loïs Boisson        | Chloé Paquet    | 4–6, 7–63, 6–3 |
| 2023 | Sloane Stephens     | Greet Minnen    | 6–3, 6–4       |
| 2022 | Beatriz Haddad Maia | Anna Blinkova   | 7–63, 6–3      |
| 2021 | Viktorija Golubic   | Jasmine Paolini | 6–1, 6–3       |

### Duplas
| Ano  | Campeãs                              | Vice-campeãs                           | Resultado         |
| ---- | ------------------------------------ | -------------------------------------- | ----------------- |
| 2025 | Maia Lumsden Makoto Ninomiya         | Oksana Kalashnikova Angelica Moratelli | 7–5, 6–2,         |
| 2024 | Amina Anshba Anastasia Dețiuc        | Estelle Cascino Carole Monnet          | 7–67, 2–6, [10–5] |
| 2023 | Greet Minnen Bibiane Schoofs         | Ulrikke Eikeri Eri Hozumi              | 7–67, 7–63        |
| 2022 | Eri Hozumi Makoto Ninomiya           | Estelle Cascino Jessika Ponchet        | 7–61, 6–1         |
| 2021 | Kaitlyn Christian Sabrina Santamaria | Hayley Carter Luisa Stefani            | 7–64, 4–6, [10–5] |